# アニタ・モーエン
アニタ・モーエン（Anita Moen-Guidon、1967年8月31日 - ）はノルウェー・ヘードマルク県エルヴェルム(Elverum)出身の元クロスカントリースキー選手。1990年代から2000年代にかけて国際大会で活躍した。

## プロフィール
モーエンは1987年にクロスカントリースキー・ワールドカップにデビュー、オリンピックで通算3個の銀メダル、2個の銅メダル、ノルディックスキー世界選手権ではいずれもリレーで3個の銀メダル、1個の銅メダルを獲得している。
2002-2003シーズンを最後に現役を引退した。
2006年、ノルウェーのテレビ局TV 2の番組Skal vi danse?シーズン1に出演した。
スイスのクロスカントリースキー選手ギアヘム・グウィドン(Giachem Guidon)と結婚、その後2009年1月にHelge Bondenと再婚した。